# Jataí-do-sul
A jataí-do-sul (Tetragonisca fiebrigi) é uma abelha social da subfamília dos meliponíneos, de distribuição mais ao sul do Brasil.

## Outros nomes e etimologia
Esta espécie de abelha também é chamada de jataí-amarela, abelha-ouro, jati, abelha-mirim, mosquitinha-verdadeira, sete-portas, três-portas, abelha de botas, minguinho, jatí, yatei, yatai, yateí e jateí.

## Características
Apresenta cabeça preta e tórax claro, abdômen escuro e pernas pardacentas. Mede por volta de cinco milímetros de comprimento. Constrói ninhos de cera em espaços ocos na natureza. A entrada do ninho tem o formato de um dedo de luva e é, geralmente, ramificada (motivo pela qual a espécie também é chamada "sete-portas" e "três-portas"), a qual fecha quando se aproxima algum perigo, como uma abelha iratim ou uma formiga.
A Tetragonisca fiebrigi é muito confundinda com a Tetragonisca angustula, mas são espécies diferentes. Em certo momento a Tetragonisca fiebrigi já foi classificada como subespécie da Tetragonisca angustula, mas atualmente são consideradas espécies distintas.
Tem o hábito de morder a roupa das pessoas e de se enroscar nos cabelos se for provocada, mas não tem ferrão, sendo considerada uma abelha dócil e de fácil manejo pelos meliponicultores. Produz mel claro, de aroma suave e muito valorizado. A Tetragonisca fiebrigi é mais populosa que a Tetragonisca angustula ocupando espaços maiores e fazendo maiores reservas de alimentos.

## Taxonomia e filogenia
T. fiebrigi é um membro da ordem Hymenoptera, que é uma das quatro maiores ordens de insetos. É da família Apidae, que é composta de abelhas, e a subfamília é o Meliponíneo, que são abelhas com cesta de pólen . Junto com outras espécies na tribo Meliponini, T. fiebrigi é uma abelha eussocial sem ferrão. Existem cerca de 500 espécies conhecidas nesta tribo, a maioria dos quais estão localizados nos neotrópicos.

## Descrição e identificação

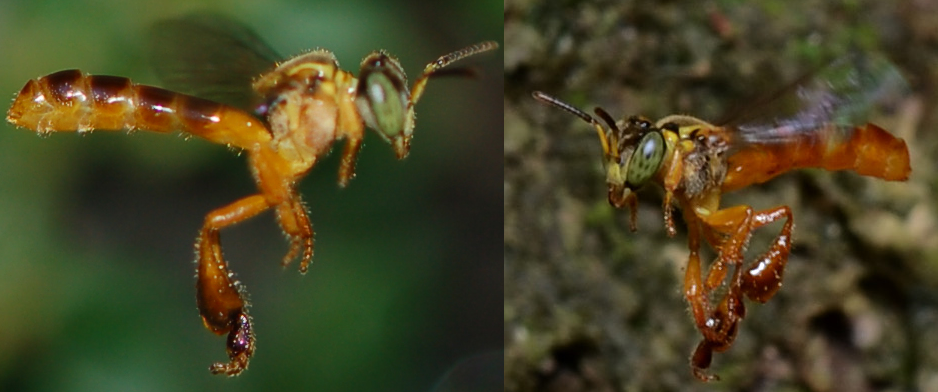
À esquerda imagem de uma Tetragonisca fiebrigi e seu mesepisterno claro, à direita uma Tetragonisca angustula com seu mesepisterno mais escuro

T. fiebrigi é uma abelha excepcionalmente pequena, cerca de 5 mm. Junto com todas as outras abelhas na tribo Meliponini, é sem ferrão e tem uma reduzida venação na asa  e cerdas nas pernas.
A T. fiebrigi e a T. angustula possuem coloração diferente em seu mesepisterno. A T. fiebrigi tem um amarelo claro no mesepisterno enquanto T. angustula tem este escuro.
As abelhas guardas, que compõem cerca de 1-6% de cada colmeia, pesam mais do que as abelhas forrageiras por cerca de 30% e têm cabeças menores que das operárias (proporcionalmente comparadas), bem como pernas traseiras mais longas. Dentro da tribo de abelhas sem ferrão, T. fiebrigi tem um pronunciado dimorfismo de tamanho entre a rainha e castas operárias.

## Distribuição e habitat
T. fiebrigi é encontrada no hemisfério sul na América do sul, ocupando partes do Brasil, Argentina, Paraguai e outros países, ocupando habitats mais frios da região subtropical da América do sul, em regiões ligeiramente diferentes da T. angustula, apesar de haver áreas onde as duas ocupam simultaneamente.